# Peter Drahos
Profesor Peter Frank Drahos (* 1955, Adelaide, Austrálie) je australský profesor práva, akademik a výzkumný pracovník specializující se mimo jiné na oblasti duševního vlastnictví a globální regulace obchodu.

## Profesní dráha
Peter Drahos vystudoval právo, politiku a filozofii a je advokátem a právníkem. Hojně publikuje v právnických a společenskovědních časopisech na různá témata včetně smluv, právní filozofie, telekomunikací, duševního vlastnictví, obchodního vyjednávání a regulace mezinárodního obchodu.
Mezi jeho dřívější pozice patří Herchel Smith Senior Research Fellow v oblasti duševního vlastnictví (Intellectual Property) v Centre for Commercial Law Studies na Queen Mary University of London a byl úředníkem australského Oddělení generálního prokurátora Commonwealthu (Commonwealth Attorney General's Department).
Působil jako poradce různých vlád a mezinárodních organizací v otázkách duševního vlastnictví.
Profesor Peter Drahos je emeritním profesorem na Škole regulace a globálního řízení (School of Regulation and Global Governance; RegNet) na ANU College of Asia and the Pacific při Australské národní univerzitě (ANU) v Canbeře.
Na Australské národní univerzitě vedl:
- Centrum pro správu znalostí a rozvoj (Centre for Governance of Knowledge and Development; CGKD)
- Síť pro správu klimatu a životního prostředí (Climate and Environmental Governance Network; CEGNET)
- a dříve byl také vedoucím Programu sítě regulačních institucí (Program of the Regulatory Institutions Network).

Je také členem australské advokátní komory.
Petr Drahos je profesorem Práva a správy věcí veřejných (Law and Governance) na Evropském univerzitním institutu (European University Institute) ve Florencii v Itálii.
Je vedoucím katedry Duševního vlastnictví (Intellectual Property) na University of London v Anglii.
V roce 2004 obdržel spolu s Johnem Braithwaitem Grawemeyerovou cenu udělovanou Louisvillskou univerzitou za Myšlenky zlepšující světový řád (for Ideas Improving World Order).
V roce 2007 byl zvolen za člena Australské akademie sociálních věd (The Academy of the Social Sciences in Australia; ASSA).

## Výzkumné zájmy
Oblastmi výzkumu profesora Petera Drahose jsou:
- Právo duševního vlastnictví (Intellectual property law), resp. práva duševního vlastnictví (Intellectual property rights) a duševní vlastnictví (Intellectual property; IP)
- Teorie vlastnictví (Property theory)
- Teorie regulace a veřejné správy (Regulatory and governance theory), resp. veřejná správa a regulace (Governance and regulation)
- Obchodní vyjednávání (Trade negotiations)
- Regulace mezinárodního obchodu (International business regulation)
- Právo a technologie (Law and technology)

## Vybrané publikace

### Knihy
- Information Feudalism: Who Controls the Knowledge Economy? (Informační feudalismus: Kdo ovládá znalostní ekonomiku?; publikoval s Johnem Braithwaitem), The New Press, 2002 (anglicky)
- Global Intellectual Property Rights: Knowledge, Access and Development, (Globální práva duševního vlastnictví: Znalosti, přístup a rozvoj; publikoval s Ruth Mayne), Macmillan, 2002 (anglicky)
- Global Business Regulation (Globální regulace podnikání; publikoval s Johnem Braithwaitem), Cambridge University Press, 2000, obdrželo v roce 2004 Grawemeyerovu cenu od University of Louisville za Nápady zlepšující světový řád (for Ideas Improving World Order) (anglicky)
- A Philosophy of Intellectual Property, Dartmouth, 1996. (Filozofie duševního vlastnictví; přeloženo do perštiny,[6] japonštiny, španělštiny a čínštiny) (anglicky)

### Články
- Time for a Treaty? (Čas na smlouvu?), 2005 (anglicky)
- Thinking Strategically about Intellectual Property Rights (Strategické uvažování o právech duševního vlastnictví), 1997 (anglicky)
- Four Lessons for Developing Countries from the Trade Negotiations over Access to Medicine (Čtyři poučení pro rozvojové země z obchodních jednání o přístupu k lékům), 2007 (anglicky)

## Soukromý život
S manželkou Julií Ayling mají syna Nikolaie a o čtyři roky mladší dceru Madeleine.